# لازلو سپسی
لازلو سپسی (انگلیسی: László Sepsi؛ زادهٔ ۷ ژوئن ۱۹۸۷) بازیکن سابق فوتبال اهل رومانی است که در پست دفاع چپ بازی می‌کرد.
وی همچنین در تیم‌های ملی فوتبال زیر ۲۱ سال رومانی و رومانی بازی کرده‌است.